# Marsjański gejzer
Gejzery marsjańskie – wybuchowe erupcje piasku, które występują na czapach polarnych, w podbiegunowych rejonach Marsa w czasie wiosennych roztopów.

## Opis marsjańskich gejzerów
Ciemne plamy w grochy, plamy ukształtowane na wzór wachlarza lub na kształt pająków, leżące na powierzchni lodu, to najbardziej widoczne rodzaje efektów przypisane do tych wybuchów. Każda wiosna przynosi gwałtowne wybuchy na pokrywach lodowych Marsa. Strumienie ogrzanego dwutlenku węgla wyrzucają czarny piasek i pył spod pokrywy lodowej, i unoszą je w marsjańskie „powietrze”. Następnie ciemny materiał opada na powierzchnię Marsa, tworząc ciemne plamy na pokrywie lodowej. Powiązanie erupcji gazowego dwutlenku węgla uchodzącego spod pokrywy lodowej na skutek ocieplenia, rozwiązuje zagadkę plam.
Marsjańska pokrywa lodowa ukształtowana jest z dwutlenku węgla, który na skutek niskiej temperatury uległ resublimacji. Gazowy dwutlenek węgla wydobywający się spod pokrywy lodowej, to ta część pokrywy lodowej, która uległa sublimacji. Każdej wiosny, gdy słońce wschodzi nad pokrywą lodową, pojawiają się ciemne plamy, zazwyczaj od 15 do 46 metrów szerokości i oddalone od siebie o kilkaset metrów. Trwają one przez kilka miesięcy, a potem znikają – tylko po to, aby pojawić się ponownie w następnym roku, po chłodzie zimy, która złożyła świeżą warstwę lodu na polarnej czapie. Większość plam wydaje się nawet powtarzać w tych samych miejscach.

## Teoretyczne modele powstawania
Według wcześniej zaproponowanych teorii, ciemne plamy były płatami nagrzanej gołej ziemi wystawionej na działanie Słońca, gdy lód zniknął. Jednakże, dzięki kamerze orbitera 2001 Mars Odyssey, która widzi w długościach fal elektromagnetycznych, zarówno w  podczerwieni jak i w świetle widzialnym, odkryto, że plamy są prawie tak zimne, jak lód dwutlenku węgla, co sugeruje, że były one tylko cienką warstwą ciemnego materiału leżącego na wierzchu lodu i przez lód chłodzonego.
Aby zrozumieć, w jaki sposób plamy są wytwarzane, zespół naukowy wykorzystując aparat – Thermal Emission Imaging System – zebrał ponad 200 zdjęć z jednej części pokrywy lodowej, od końca zimy poczynając i w środku lata kończąc. Niektóre miejsca pozostawały wolne od ciemnych plam dłużej niż 100 dni, aby następnie stworzyć wiele plam w ciągu tygodnia. Plamy w kształcie wachlarza nie kształtowały się przez kilka dni lub tygodni po tym, jak pojawiły się pierwsze plamy, ale rozmiary niektórych z nich wzrosły do pół kilometra. Jeszcze bardziej zaskakujące było pochodzenie „pająków”, wyżłobienia erozji znajdowały się na powierzchni pod lodem. Wyżłobienia zbiegają się w punktach, bezpośrednio pod plamą.

## Proces powstawania gejzerów
Proces rozpoczyna się podczas pozbawionej Słońca polarnej zimy, gdy gazowy dwutlenek węgla z atmosfery zamarza w warstwie o grubości około 90 centymetrów wierzchu stałej pokrywy lodowej lodu wodnego, z cienką warstwą ciemnego piasku i pyłu pomiędzy warstwami. Na wiosnę, światło słoneczne przechodzi przez płyty lodu dwutlenku węgla, osiąga ciemny materiał i ogrzewa go na tyle, że zestalony dwutlenek węgla dotykający gruntu sublimuje – zamienia się w gaz. Wkrótce spęcznienie będące rezerwuarem uwięzionego gazu podnosi płyty i ostatecznie przełamuje w słabych punktach, które stają się otworami wentylacyjnymi.
Będący pod wysokim ciśnieniem gaz wydostaje się na powierzchnię z prędkością 160 kilometrów na godzinę lub więcej. Pod płytą gaz eroduje marsjańskie podłoże, pędząc w kierunku otworów wentylacyjnych, wyrywając luźne drobiny i piasek, rzeźbiąc sieć kanałów w kształcie pająka.
Kiedy otwory wentylacyjne występują w pobliżu szczytów wydmy, ciemny piasek może opadać kaskadami w dół wydmy, zostawiając ciemne smugi na powierzchni – smugi, które mogą przypominać drzewa stojące na tle jaśniejszych regionów, ale nie rzucające cienia. Piasek na Marsie jest z bazaltu, który ma czarno-szary kolor. Czerwień pochodzi z dużo mniejszych cząstek pyłu, które osiedlają się wszędzie.
Pojawiła się też hipoteza o powstawaniu przejściowo ciekłej wody w procesie kształtowania ciemnych plam na marsjańskich wydmach.